# Euonyx tailismani
Euonyx tailismani är en kräftdjursart som beskrevs av Édouard Chevreux 1919. Euonyx tailismani ingår i släktet Euonyx och familjen Uristidae. Inga underarter finns listade i Catalogue of Life.